# اولگ رومانتسف
اولگ رومانتسف (روسی: Олег Иванович Романцев؛ زادهٔ ۴ ژانویهٔ ۱۹۵۴) بازیکن و مربی فوتبال اهل اتحاد جماهیر شوروی سوسیالیستی بود.
وی همچنین برندهٔ جوایزی همچون نشان دوستی شده‌است.
از باشگاه‌هایی که در آن بازی کرده‌است می‌توان به باشگاه فوتبال اسپارتاک مسکو و باشگاه فوتبال ینی‌سئی کراسنویارسک اشاره کرد.
وی در مسابقات بین‌المللی در مجموع برندهٔ ۱ مدال برنز شده‌است.